# 2001年2月中国大陆

## 2月19日
- 中共中央、国务院召开国家科学技术奖励大会，授予吴文俊、袁隆平2000年度国家最高科学技术奖[1][2][3][4]。

## 2月27日
- 博鳌亚洲论坛成立大会在海南博鳌举行[5][6]，中共中央总书记、中国国家主席江泽民致辞[7]。

## 2月28日
- 第九届全国人大常委会第二十次会议通过修订的《中华人民共和国民族区域自治法》[4]。